# Lemairegisa canola
Lemairegisa canola är en fjärilsart som beskrevs av William Schaus 1937. Lemairegisa canola ingår i släktet Lemairegisa, och familjen tandspinnare. Inga underarter finns listade.